# Encentrum lutra
Encentrum lutra är en hjuldjursart som beskrevs av Wulfert 1936. Encentrum lutra ingår i släktet Encentrum och familjen Dicranophoridae. Inga underarter finns listade i Catalogue of Life.